# 애플 A14
애플 A14 바이오닉(Apple A14 Bionic)은 애플이 설계한 64비트 ARM 기반 단일 칩 체제(SoC)이다. 아이패드 에어 (4세대)에 처음 등장하였다. 애플 A12 대비 40% 더 빠르다고 주장되는 CPU, 그리고 A12 대비 30% 더 빠르다고 주장되는 GPU를 갖추고 있다. 그리고 새롭게 탑재된 16 코어 뉴럴 엔진은 A12 대비 20배가량 빠르다고 주장된다.

## 디자인
A14는 애플이 설계한 64비트 ARMv8 ISA 6코어 CPU를 갖추고 있으며 Firestorm으로 불리는 2개의 고성능 코어와 Icestorm이라는 이름의 4개의 에너지 효율 코어가 있다.

## 애플 A14 바이오닉을 채용한 제품
- 아이패드 에어 (4세대)
- 아이폰 12
- 아이폰 12 미니
- 아이폰 12 프로
- 아이폰 12 프로 맥스
- 아이패드 10세대

## 같이 보기
- 애플이 설계한 프로세서